# Badu Island
Badu Island, auch Mulgrave Island genannt, ist eine zentral gelegene Insel im Westen des Archipels der Torres-Strait-Inseln. Von ihrer Nachbarinsel Moa ist Badu Island durch die drei Kilometer breite Wasserstraße Banks Channel getrennt.
Verwaltungstechnisch gehören beide Inseln zu den Western Islands, einer Inselregion im Verwaltungsbezirk Torres Shire des australischen Bundesstaats Queensland.
Badu Island ist mit einer Fläche von 97,8 km² die viertgrößte der Torres-Strait-Inseln nach Prince of Wales Island, Moa Island und Saibai. Die Hauptansiedlung Badu liegt an der Südwestküste; daneben befindet sich auch der Flughafen, der nur von Kleinflugzeugen angesteuert werden kann und dessen Start- und Landebahn 850 Meter lang ist. Nach dem Zensus von 2016 lebten 813 Menschen auf der Insel.

## Bevölkerung
Auf der Insel lebten laut dem Zensus 2016 813 Menschen, die allesamt im Hauptort Badu lebten. Die Bevölkerungsdichte lag dementsprechend bei 8,3 Einwohnern pro Quadratkilometer. Der Anteil der indigenen Bevölkerung (Torres-Strait-Insulaner) lag bei fast 87 %.
| Bevölkerungsentwicklung |           |
| Censusjahr              | Einwohner |
| 2001                    | 678       |
| 2006                    | 818       |
| 2011                    | 783       |
| 2016                    | 814       |